# Jarnellius
Jarnellius is een muggengeslacht uit de familie van de steekmuggen (Culicidae).

## Soorten
- J. deserticola (Zavortink, 1969)
- J. laguna (Arnell & Nielsen, 1972)
- J. monticola (Belkin & McDonald, 1957)
- J. sierrensis (Ludlow, 1905)
- J. varipalpus (Coquillett, 1902)